# NGC 4551
NGC 4551 este o galaxie eliptică situată în constelația Fecioara. A fost descoperită în 17 aprilie 1784 de către William Herschel. Se află la o distanță de 15,42 megaparseci de Pământ.